# 新田駅 (福島県)
新田駅（にったえき）は、福島県伊達市梁川町陽光台にある阿武隈急行線の駅である。キャッチフレーズは、「静戸（しずりべ）の郷」。

## 歴史
- 1988年（昭和63年）7月1日：開業[1][2]。

## 駅構造

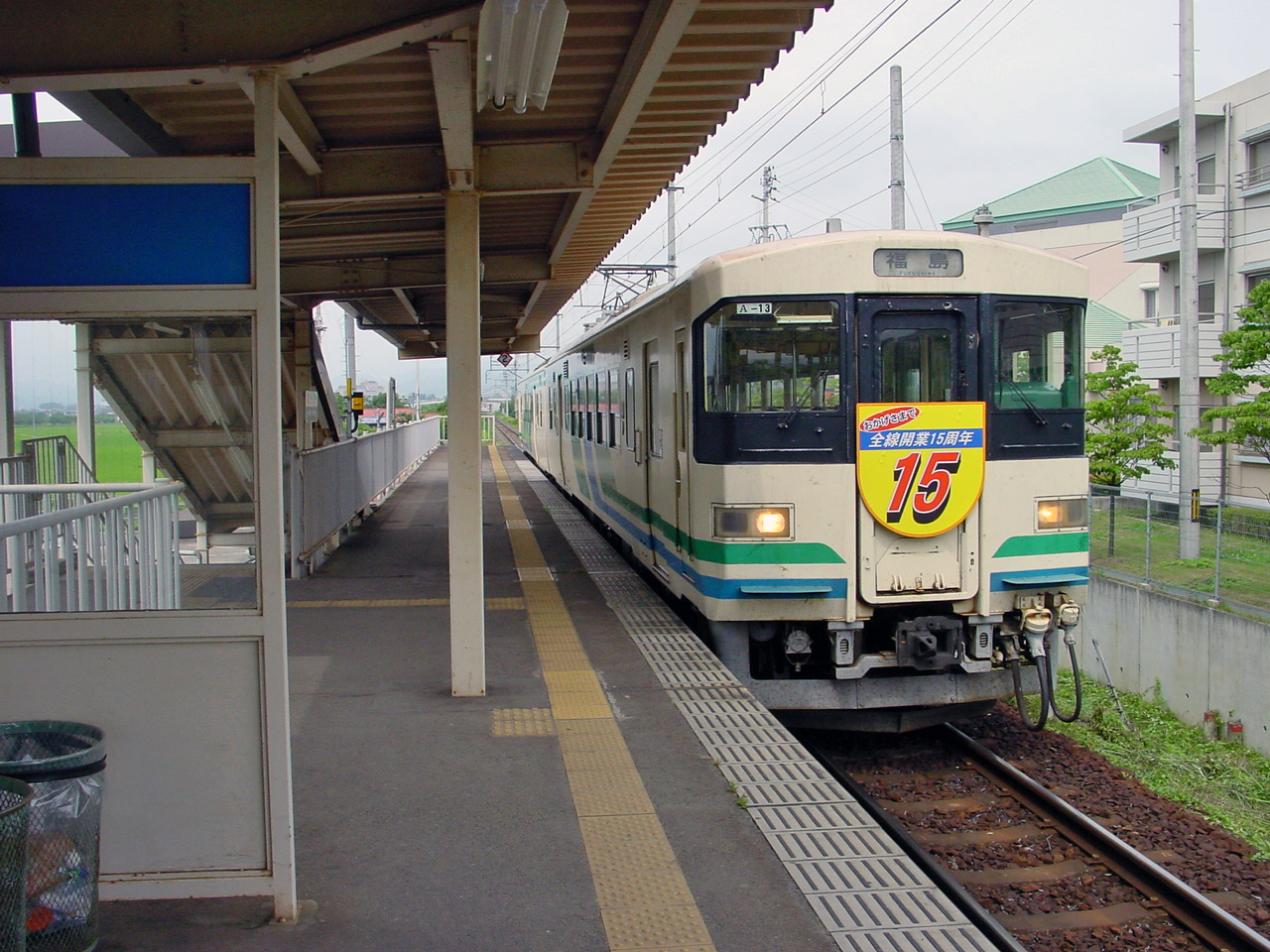
ホーム（2003年7月）

単式ホーム1面1線の地上駅である。

## 利用状況
- 阿武隈急行 - 2016年度の1日平均乗車人員は、137人である[3]。
- 近年の乗車人員は以下の通りである（いずれも1日平均）。

| 乗車人員推移 | 乗車人員推移     |
| 年度         | 一日平均乗車人員 |
| ------------ | ---------------- |
| 2000         | 140              |
| 2001         | 148              |
| 2002         | 151              |
| 2003         | 167              |
| 2004         | 156              |
| 2005         | 159              |
| 2006         | 162              |
| 2007         | 153              |
| 2008         | 151              |
| 2009         | 151              |
| 2010         | 156              |
| 2011         | 139              |
| 2012         | 156              |
| 2013         | 159              |
| 2014         | 151              |
| 2015         | 150              |
| 2016         | 137              |

## 駅周辺
田畑が大きく広がるが、駅東側（福島県道122号線側）には住宅街が造成された所がある。駅西側（国道349号側）には集落が点在する。
- 東楊寺
- 国道349号
- 福島県道122号梁川霊山線
- 福島交通「柳田」停留所 - 国道349号沿い

## 隣の駅
阿武隈急行
■阿武隈急行線
二井田駅 - 新田駅 - 梁川駅